# 철학의 빈곤

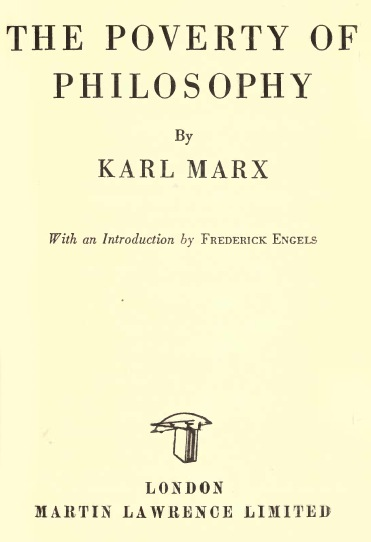

《철학의 빈곤》(프랑스어: Misère de la philosophie)은 카를 마르크스가 쓴 책이다. 1847년 파리와 브뤼셀에서 초판을 간행했다. 프랑스의 무정부주의 이론가 피에르조제프 프루동의 경제 및 철학적 주장을 공박하기 위한 책으로, 프랑스어로 쓰여졌다. 책 제목은 프루동의 1846년 책 《경제적 모순의 체계 또는 빈곤의 철학》의 패러디이다.

## 배경
1846년에 프루동이 ≪경제적 모순들의 체계 혹은 곤궁의 철학≫을 발간했다. 그 책을 읽은 카를 마르크스는 1847년 7월에 ≪철학의 곤궁≫을 출간했다. 프루동의 책을 비판하는 형식으로 작성한 것이다. 이 책의 출간을 계기로 프루동과 마르크스, 아나키즘과 마르크시즘이 사회 변혁 운동에서 완전히 분열하게 되었다.
프루동을 비판하는 형식이지만 실제 내용을 보면 마르크스 경제 이론의 기초가 되는 역사적 사실들에 대한 관점이 제시된다. 프루동에 대한 비판과는 별개로 자신의 이론을 전개하는 것이 이 책을 쓴 목적이었음이 드러난다. 특히 생산력과 생산 관계의 관계, 자본주의 사회의 경제 구조가 형성되기까지의 역사적인 발달 과정과 경제 관념의 변천 과정, 노동자 계급의 사회 변혁 투쟁 등에 관한 마르크스의 명제를 명확히 볼 수 있다.
프루동에 대한 비판은 몇 가지 유형으로 분류할 수 있다.
- 첫째는 리카도의 노동 가치론을 토대로 한 브레이, 로트베르투스 등 리카도파 사회주의자들의 논리를 비판하는 것이다. 이는 엥겔스가 쓴 독일어판 서문에서 잘 나타난다. 프루동이 리카도파 사회주의자들의 범주에 들며, 자본주의 사회에서 잉여가치가 정상적, 필연적으로 발생하는 구조를 몰랐다는 비판이다.
- 둘째는 프루동이 역사적인 제도들의 발달 과정을 관념적, 논리적인 계기성에 따라 순서적으로 설명하는 데서 역사적인 사실과 상충되는 부분들을 지적하는 것이다. 화폐, 분업, 기계, 경쟁, 독점 등의 발생을 관념적으로 설명하면서 오류를 범한 것을 지적한 것인데, 이를 통해서 마르크스는 자신의 생산력과 생산 관계 개념으로 전개되는 유물론적 역사관의 타당성을 재확인하게 된다.
- 셋째는 프루동이 운하라는 느린 운송 수단에 대한 대안으로 철도를 부설하는 데서 사회적 이해관계와 개인적 이해관계 사이의 상충을 지적하는 과정에서 산술적인 관념의 미흡함으로 오류를 범한 것을 지적한 것이다. 이러한 산술적인 문제의 취급에서 프루동의 글 곳곳에 약점이 있음을 부인하기 어렵다.
- 넷째는, 프루동이 경제 법칙의 절대성을 지나치게 강조해 프롤레타리아 노동자들의 투쟁이 별 소용이 없고 오히려 역효과를 가져온다고 주장한 점을 비판한다. 이는 프루동이 가격 형성 과정에 대해 별로 명확한 논리를 가지지 못하기 때문인 것으로 본다. 물론 이는 프루동이 프티부르주아 입장을 가진 이론가라는 것과 연결된다.

모두가 일리 있는 비판이지만 어떤 점에서는 프루동의 논리적 허점을 포착하고 파고들어 비판하면서 자신의 이론을 내세울 기회로 삼는 방법을 취했다고도 볼 수 있다.
둘 중 누가 옳고 누가 그르다고 판정할 필요성이 이 책을 읽으려는 동기는 될 수 있지만, 독자들이 이 두 책을 직접 읽고 비교해 본다면, 그러한 판정을 하기까지, 설령 판정이 명확히 나오지 않을지라도, 책을 읽고 상반되는 관점을 지닌 이들의 생각을 이해해 가는 과정에서 우리가 살고 있는 지금의 현대 경제를 바라보는 데 중요한 실마리들을 많이 얻을 수 있을 것이다.